# سم بیولی
سم بیولی (انگلیسی: Sam Bewley؛ زادهٔ ۲۲ ژوئیهٔ ۱۹۸۷) دوچرخه‌سوار اهل نیوزیلند است.
از باشگاه‌هایی که در آن بازی کرده‌است می‌توان به تیم اوریکا–اسکات و تیم ریدیوشک اشاره کرد.
وی در مسابقات کشوری و بین‌المللی در مجموع برندهٔ ۵ مدال برنز شده‌است.